# میتسوبیشی کمیکال کورپوریشن
میتسوبیشی کمیکال کورپوریشن (انگلیسی: Mitsubishi Chemical Corporation) شرکت صنایع شیمیایی ژاپنی است.